# Ząbkovia Ząbki
Ząbkovia Ząbki (offiziell Miejski Klub Sportowy Ząbkovia Ząbki) ist ein polnischer Fußballklub aus Stadt Ząbki in der zentralpolnischen Woiwodschaft Masowien.

## Geschichte
Der Verein wurde 1927 unter dem Namen Ząbkovia Ząbki gegründet und verweilte bis zum Jahre 1995 im unterklassigen Fußball, ehe er in der Saison 1995/96 zum ersten Mal in seiner Vereinshistorie in der zweithöchsten polnischen Klasse vertreten war. Nach dem sofortigen Abstieg konnte der Verein 1999 wieder aufsteigen, stieg jedoch wieder nach nur einer Spielzeit ab. Seit der Saison 2008/09 war man jedoch fester Bestandteil der 1. Liga in Polen und konnte in der Saison 2013/14 mit dem 3. Tabellenplatz den größten Meisterschaftserfolg der Klubgeschichte feiern. Größter Erfolg im polnischen Pokalwettbewerb war der Achtelfinaleinzug 2009/10 im Puchar Polski, wo Ząbki dem Favoriten Korona Kielce nur denkbar knapp mit 3:4 nach Verlängerung unterlag. In der Saison 2015/16 zog sich der Verein nach der Winterpause aus der 1. Liga zurück und stand somit als erster Absteiger fest. In der nächsten Saison startete man in der fünftklassigen 4. Liga.
Der Sportklub, der zuvor schon die Namen Ząbkovia Ząbki, Związkowiec Ząbki, Budowlani Ząbki, Beton-Stal Ząbki, Ząbkovia Ząbki und ab dem 6. März 1994 den Namen Dolcan Ząbki trug, tritt ab der Saison 2018/19 wieder unter seinem Gründungsnamen Ząbkovia an.

## Bekannte ehemalige Spieler
Die bekanntesten ehemaligen Spieler sind die langjährigen polnischen Nationalspieler Jan Karaś, Tomasz Cebula sowie Artur Boruc.